# Carbonato-idrossiapatite
La carbonato-idrossiapatite è una varietà di idrossiapatite con alcuni dei gruppi fosfato (PO4) sostituiti dai gruppi carbonato (CO3). Fino al 2008 era considerata una specie a sé stante.
In natura esiste la carbo-idrossiapatite di tipo A: lo ione carbonato con carica -2 sostituisce due gruppi OH con carica -1; e la Carbo Idrossiapatite di tipo B dove uno ione fosfato viene sostituito con uno ione carbonato.